# Nosymna punctata
Nosymna punctata is een vlinder uit de familie van de stippelmotten (Yponomeutidae). De wetenschappelijke naam van de soort werd in 1900 gepubliceerd door Walsingham.